# Hyporeflexie
Als Hyporeflexie (Reflexabschwächung) wird die Abschwächung eines oder mehrerer Eigenreflexe bezeichnet im Gegensatz zur Areflexie, bei der die Reflexe aufgehoben oder zur Hyperreflexie, bei der sie abnorm verstärkt sind.
Zu den häufigeren Ursachen gehören:
- Erkrankungen der Muskulatur (Myopathie), Myasthenien
- Erkrankungen der Nerven (Neuropathie), Poliomyelitis
- Erkrankungen der Wirbelsäule (Spondylose)
- Störungen des Elektrolythaushaltes wie Hypermagnesiämie, Kaliummangel
- Stoffwechselstörungen wie 3-Methylglutakon-Azidurie, Typ 4
- Verschiedene Formen von Ataxien
- Vergiftungen
- Angeborene Erkrankungen (Syndrome)